# Nusa trianguligera
Nusa trianguligera är en tvåvingeart som först beskrevs av Austen 1914.  Nusa trianguligera ingår i släktet Nusa och familjen rovflugor. Inga underarter finns listade i Catalogue of Life.